# Інтерлейк
Інтерлейк (англ. Interlake Region) — область на південному сході канадської провінції Манітоба.
Розташована між озерами Вінніпег і Манітоба.
Область розділена Статистичною службою Канади на 3 переписні райони: 13, 14 і 18.

## Українці в Інтерлейку
Регіон є одним з місць традиційного поселення українців у західній частині Канади під час першої хвилі еміграції. В регіоні діяли чимало українських гуртів, зокерма Prairie Crocus, The Interlake Polka Kings, The Blue Steel Band.